# ديريك روس
ديريك روس (بالإنجليزية: Derek Ross)‏ هو لاعب كرة قدم أمريكية أمريكي، ولد في 5 يناير 1980 في روك هيل في الولايات المتحدة.

## وصلات خارجية
- ديريك روس على موقع مرجع كرة القدم المحترفة.كوم (الإنجليزية)